# Lądowisko Gniewino
Lądowisko Gniewino – lądowisko śmigłowcowe w Gniewinie, w województwie pomorskim, położone przy ul. Sportowej. Przeznaczone jest do wykonywania startów i lądowań śmigłowców zarówno w dzień jak i w nocy, o dopuszczalnej masie startowej do 3175 kg. 
Zarządzającym lądowiskiem jest firma Pomorsko–Tatrzańska Grupa Inwestycyjna Sp. z o.o. Oddane do użytku zostało w roku 2012 i jest wpisane do ewidencji lądowisk Urzędu Lotnictwa Cywilnego pod numerem 105